# جی۲زدتی
جی۲زدتی (به انگلیسی: G2ZT) با فرمول شیمیایی C۶H۱۴N۲۲ یک ترکیب شیمیایی است. که جرم مولی آن ۳۹۴٫۳۲۴ g/mol می‌باشد. 